# Andy Środkowe

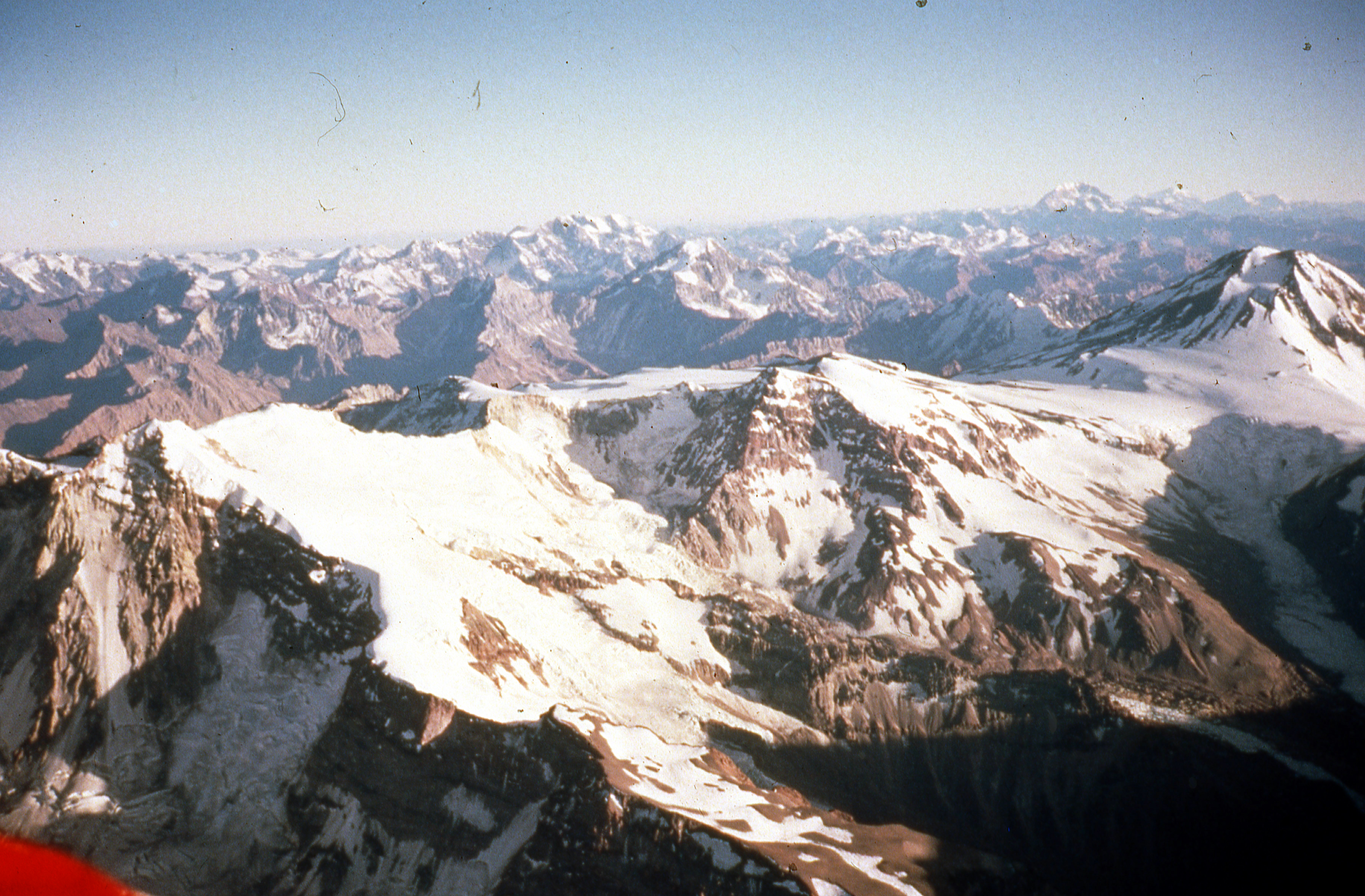
Andy Środkowe

Andy Środkowe (Centralne, hiszp. Andes del Centro) – środkowa część Andów, rozciągają się od szczytu Nudo de Pasco do 29°S, znajdują się na obszarze państw Ameryki Południowej: Peru, Boliwii, Chile i Argentyny.
Najwyższy szczyt w paśmie ma wysokość 6893 m n.p.m., jest to Ojos del Salado. W najszerszym miejscu mają do 800 kilometrów. Andy Środkowe dzielą się na kilka głównych pasm, są to Kordyliera Zachodnia (pasmo wulkaniczne, Góry Domeyki, najwyższy szczyt Andów Środkowych Ojos del Salado 6880 m n.p.m.), Kordyliera Wschodnia (szczyty ponad 6000 m n.p.m., Nevado de Salcantay 6271 m n.p.m. jeden z najtrudniejszych do zdobycia szczytów w Andach), Kordyliera Centralna oraz Kordyliera Nadbrzeżna (przy wybrzeżu, łagodne, kopulaste szczyty - do 2500 m n.p.m., porozcinane dolinami). Pomiędzy grzbietami Kordyliery Wschodniej i Zachodniej położone są wyżyny Altiplano i Puna de Atacama.

## Aktywność sejsmiczna
Terytoria znajdujące się na obszarze Andów Środkowych wykazują się silną aktywnością sejsmiczną, należą do Gorącego Pierścienia Pacyfiku, w Kordylierze Zachodniej obecne są liczne wulkany.

## Klimat
W Andach dominuje klimat zwrotnikowy typu suchego, na północnym wschodzie wilgotny. Południowa część Andów Środkowych jest najsuchszą częścią kontynentu południowoamerykańskiego.

## Hydrologia
Głównymi jeziorami są Titicaca i Poopó, obecne są również pozostałości słonych jezior, Salar de Atacama, Salar de Uyuni i Salar de Arizaro. Z wschodnich stoków gór wypływają rzeki Purus, Ukajali, Pilcomayo, Bermejo, Beni, Rio Grande, i Salado.